# Koulamoutou
Koulamoutou er en by i det centrale Gabon, med et indbyggertal på cirka 16.000. I byen befinder der sig flere hoteller og en lufthavn.
1. ↑  www.citypopulation.de (fra Wikidata).